# Felix Bernard (Komponist)
Felix Bernard (geb. Felix William Bernhardt, * 28. April 1897 in New York City; † 20. Oktober 1944 in Los Angeles, Kalifornien) war ein US-amerikanischer Komponist, Pianist und Songwriter, der unter anderem für das Lied Winter Wonderland internationale Bekanntheit erlangte.

## Leben
Felix William Bernhardt, der in seiner Kindheit von seinem Vater im Klavierspiel unterrichtet wurde, studierte am Rensselaer Polytechnic Institute. Er tourte durch die USA als Pianist und gründete später seine eigene Band und schrieb kleinere Musikstücke. Dabei arbeitete er unter anderem mit Musikern wie Al Jolson, Nora Bayes, Eddie Cantor, Marilyn Miller und Sophie Tucker zusammen.
Er liegt auf dem Forest Lawn Memorial Park in Glendale begraben.